# Sunfish Lake, Minnesota
Sunfish Lake är en ort i Dakota County i Minnesota. Vid 2020 års folkräkning hade Sunfish Lake 522 invånare.